# Ne te retourne pas
No te retourne pas es una película francesa de 2009 dirigida por Marina de Van y protagonizada por la francesa Sophie Marceau y la italiana Monica Bellucci. Escrita por Jacques Akchoti y Marina de Van, la película trata de una esposa y madre de dos hijos que de repente empieza a experimentar cambios en su cuerpo sin que nadie a su alrededor se dé cuenta. Mientras otros creen que sus percepciones se deben a la fatiga y al estrés, ella está segura de que algo más profundo está sucediendo, y su búsqueda por entender estas misteriosas percepciones la lleva a buscar a una mujer en Italia que tiene la llave del misterio.

## Sinopsis
Jeanne, una mujer casada con dos hijos pequeños, comienza a notar pequeños cambios en la disposición de los objetos de la casa de su familia (muebles, cuadros, habitaciones), así como en su apariencia física. Ella parece ser la única que se da cuenta de estos cambios, pero aun así está absolutamente segura de que sus percepciones son el resultado de algo profundo, y no son causadas por el estrés o la fatiga, como todos los demás parecen pensar. Sintiéndose cada vez más desorientada, cada vez más distante, e incluso psicológicamente aislada de su marido y de sus hijos, que están desconcertados por su comportamiento, Jeanne acude a su madre con la esperanza de que ella, al menos, le proporcione alguna aclaración o una solución que la tranquilice.
En casa de su madre, Jeanne se encuentra con una fotografía de lo que ella cree, o ha sido inducida a creer, es ella misma en su niñez, su madre y otra mujer. Lo que ve en esa fotografía la convence de viajar a Italia para localizar a la mujer que aparece en la foto. En Italia, Jeanne encuentra a la mujer y, en cierto modo, se descubre a sí misma. Comienza a resolver el misterio detrás de sus cambios y llega a conocer la verdad sobre sí misma.

## Reparto
- Sophie Marceau es Jeanne.
- Monica Bellucci es Jeanne/Rosa Maria.
- Andrea Di Stefano es Teo 1/Gianni.
- Thierry Neuvic es Teo 2.
- Brigitte Catillon es Nadia 1/Valérie.
- Sylvie Granotier es Nadia 2.
- Augusto Zucchi es Fabrizio.
- Giovanni Franzoni es Enrico.
- Didier Flamand es Robert.
- Colette Kieffer es Sonia.
- Luciano Massimo Liccardi es Guillaume.
- Mounir Noum es Benjamin.
- Andrea Coppola es Invité Gordale.
- Serena d'Amato es Donatella.[3]